# Pauline Sillett
Pauline Sillett (Bury, Reino Unido, 22 de abril de 1949) es una nadadora retirada especializada en pruebas de estilo libre. Fue medalla de bronce en 100 metros libres durante el Campeonato Europeo de Natación de 1966.
Representó a Reino Unido en los Juegos Olímpicos de Tokio 1964.

## Palmarés internacional
| Campeonato Europeo de Natación | Campeonato Europeo de Natación | Campeonato Europeo de Natación | Campeonato Europeo de Natación |
| Año                            | Lugar                          | Medalla                        | Prueba                         |
| ------------------------------ | ------------------------------ | ------------------------------ | ------------------------------ |
| 1966                           | Utrecht ( Países Bajos)        | Medalla de bronce              | 100 m libre                    |
| 1966                           | Utrecht ( Países Bajos)        | Medalla de bronce              | 4 × 100 m libres               |